# Landess
Landess ist ein Census-designated place (CDP) im Grant County im US-Bundesstaat Indiana. Die Volkszählung von 2020 erfasste 153 Einwohner. Der CDP wurde im Jahr 2010 erstmals vom Census definiert.

## Lage
Der Ort liegt bei den Koordinaten 40° 36' 45.40" Nord 85° 33' 33.45" West auf einer Höhe von 263 Metern über dem Meeresspiegel. Die 3,7 km² große Fläche des Gebietes hat laut Census keinen Anteil an Wasserfläche. Im Osten grenzt das Gebiet an den Interstate 69 zwischen Indianapolis, etwa 70 Meilen im Südwesten gelegen, und Fort Wayne im Nordosten.